# Vukašin
Vukašin (in cirillico: Вукашин) è un nome proprio di persona serbo maschile.

## Origine e diffusione

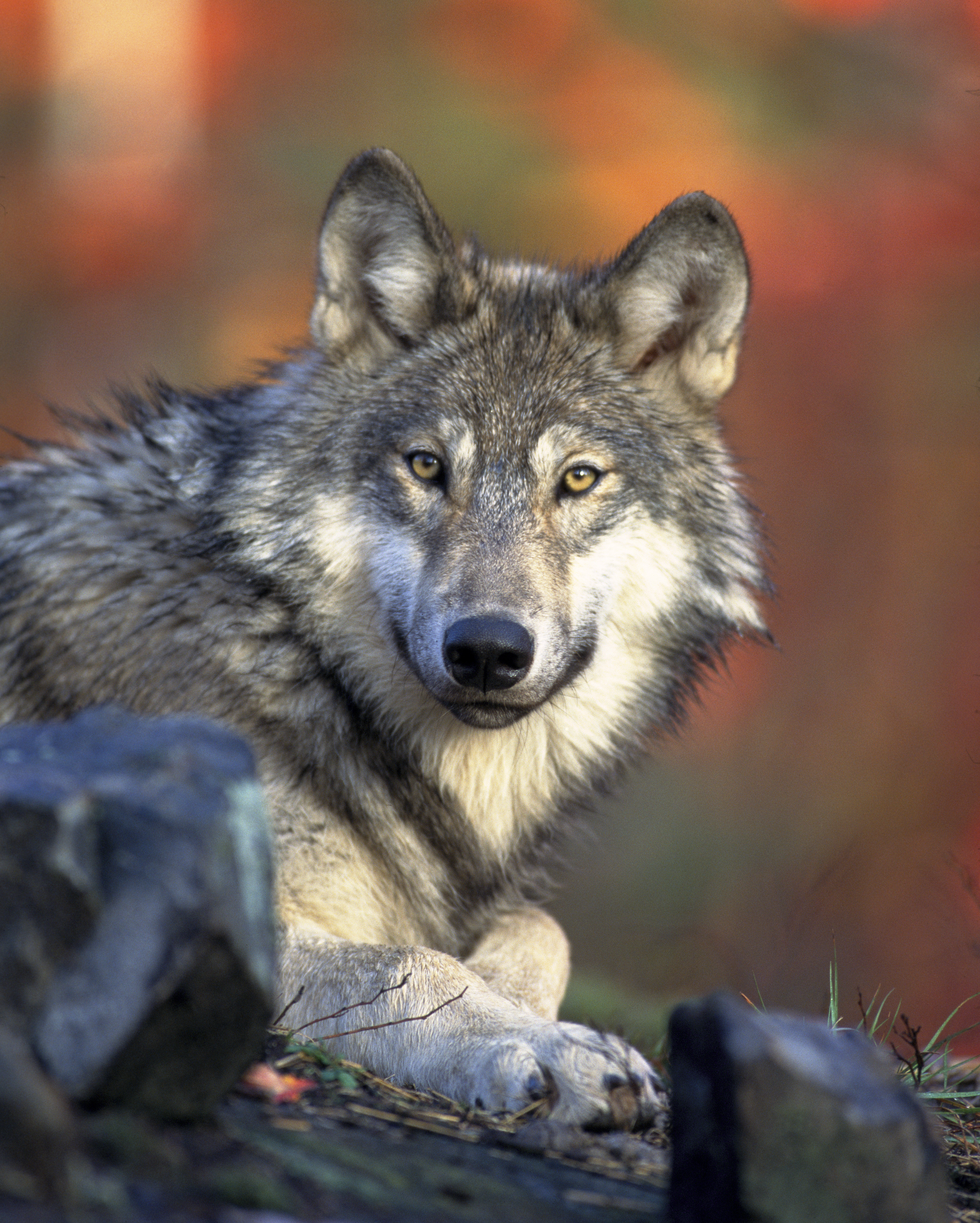
Un lupo

Nome portato da Vukašin Mrnjavčević, che fu imperatore dei serbi nel XIV secolo, si basa sul termine serbo вук (vuk), che vuol dire lupo; è quindi analogo, per significato, ai nomi Lupo, Boris, Bleddyn, Ulfo e Farkas.

## Onomastico
Il nome è adespota, non essendo portato da alcun santo; l'onomastico si può eventualmente festeggiare il 1º novembre, in occasione di Ognissanti.

## Persone
- Vukašin Aleksić, cestista serbo
- Vukašin Brajić, cantante bosniaco
- Vukašin Dević, calciatore serbo
- Vukašin Jovanović, calciatore serbo
- Vukašin Mrnjavčević, imperatore serbo
- Vukašin Poleksić, calciatore montenegrino
- Vukašin Tomić, calciatore serbo